# Mussaenda setosa
Mussaenda setosa är en måreväxtart som beskrevs av Elmer Drew Merrill. Mussaenda setosa ingår i släktet Mussaenda och familjen måreväxter. Inga underarter finns listade i Catalogue of Life.